# Białoruska Pamięć Narodowa
Białoruska Pamięć Narodowa (biał. Беларуская нацыянальная памяць, Biełaruskaja nacyjanalnaja pamiać) – białoruska organizacja studencka w Polsce, utworzona w 2007 roku z inicjatywy stypendystów Programu Stypendialnego im. Kalinowskiego; w zakres jej działalności wchodzi poszukiwanie i upamiętnianie miejsc związanych z działaczami białoruskiej emigracji, obchodzenie świąt narodowych, rocznic, organizowanie imprez i manifestacji o charakterze patriotycznym itp.

## Struktura

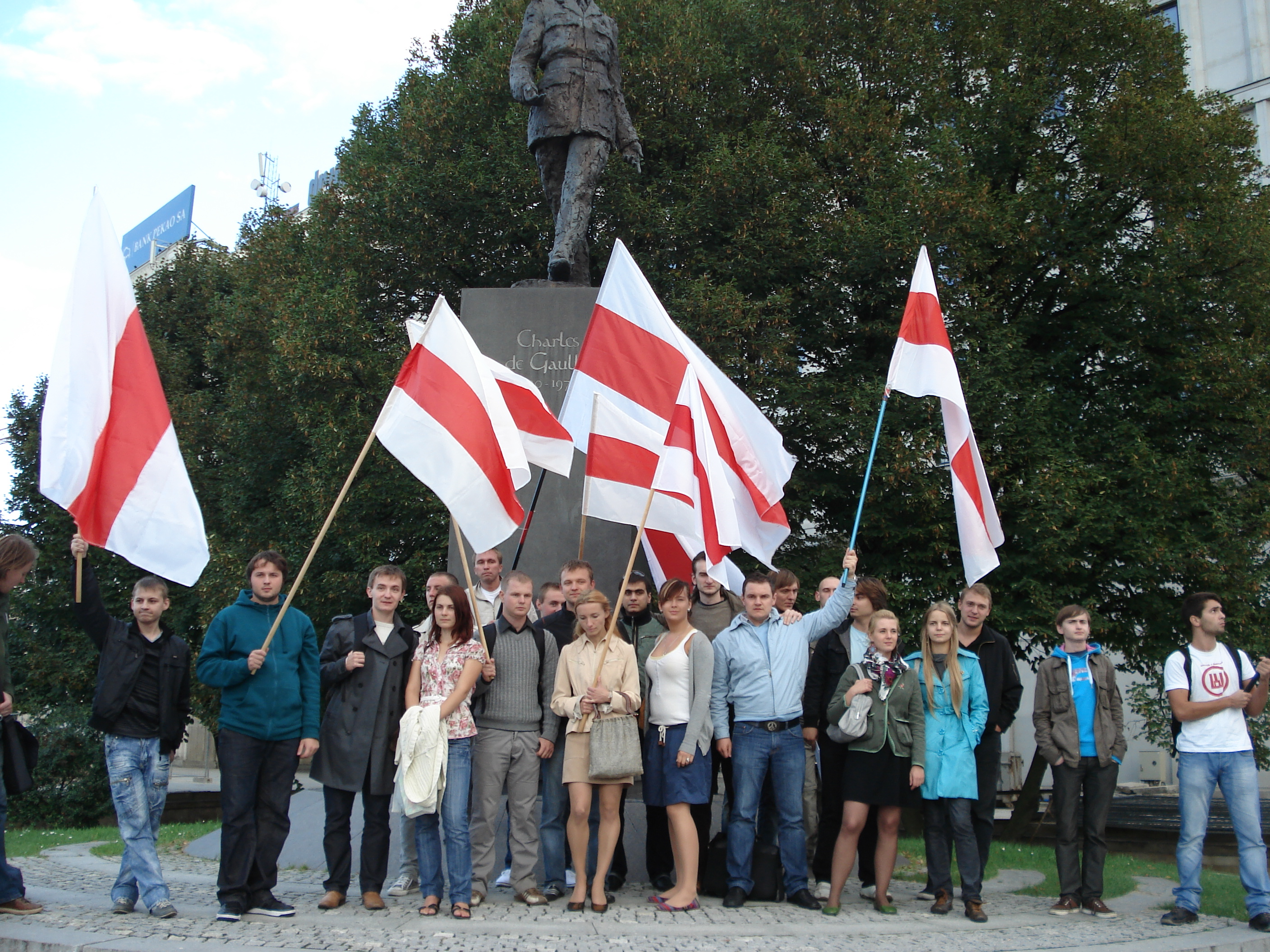
Marsz w rocznicę bitwy pod Orszą, wrzesień 2010

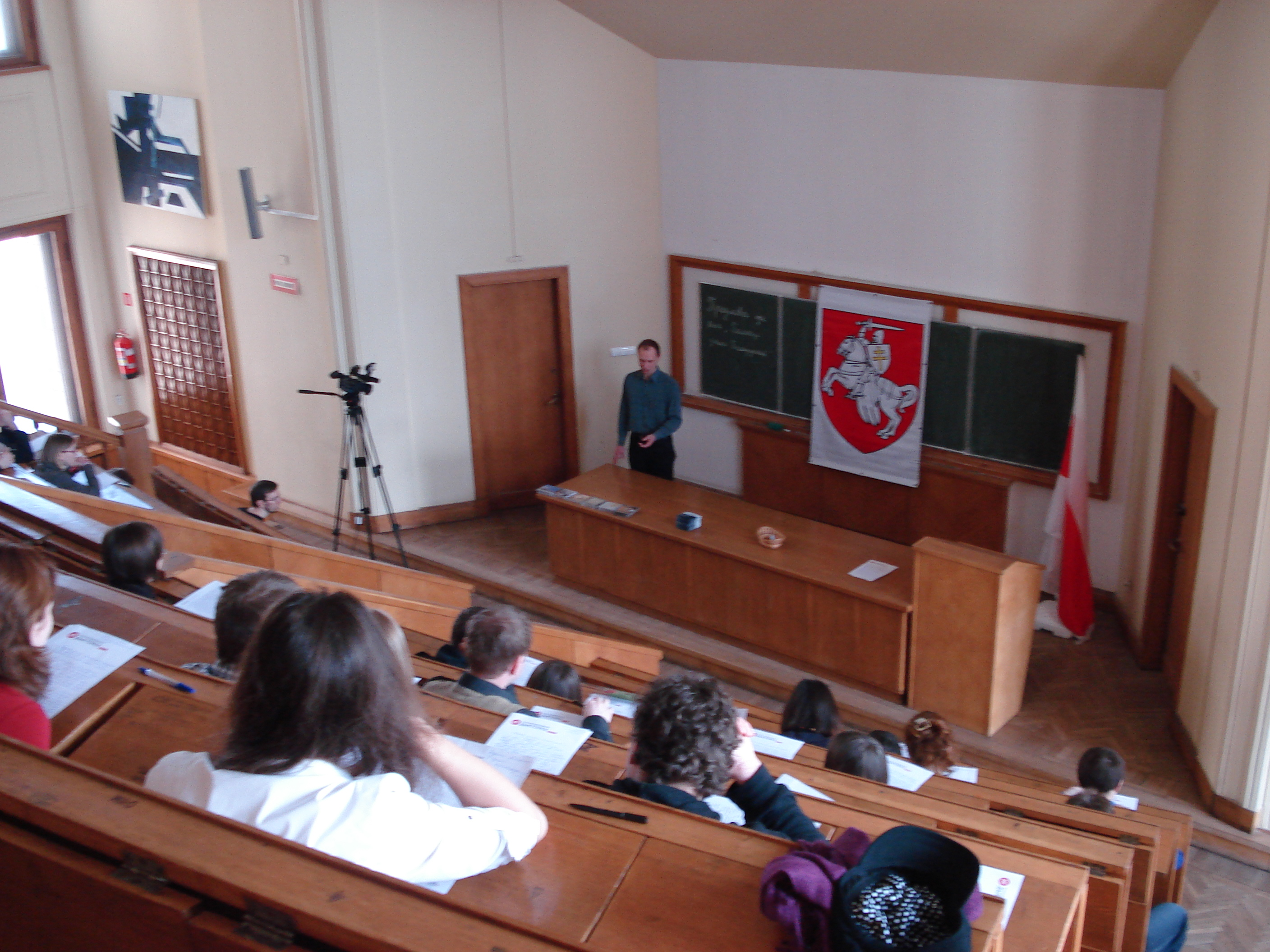
Dyktando z języka białoruskiego, luty 2009

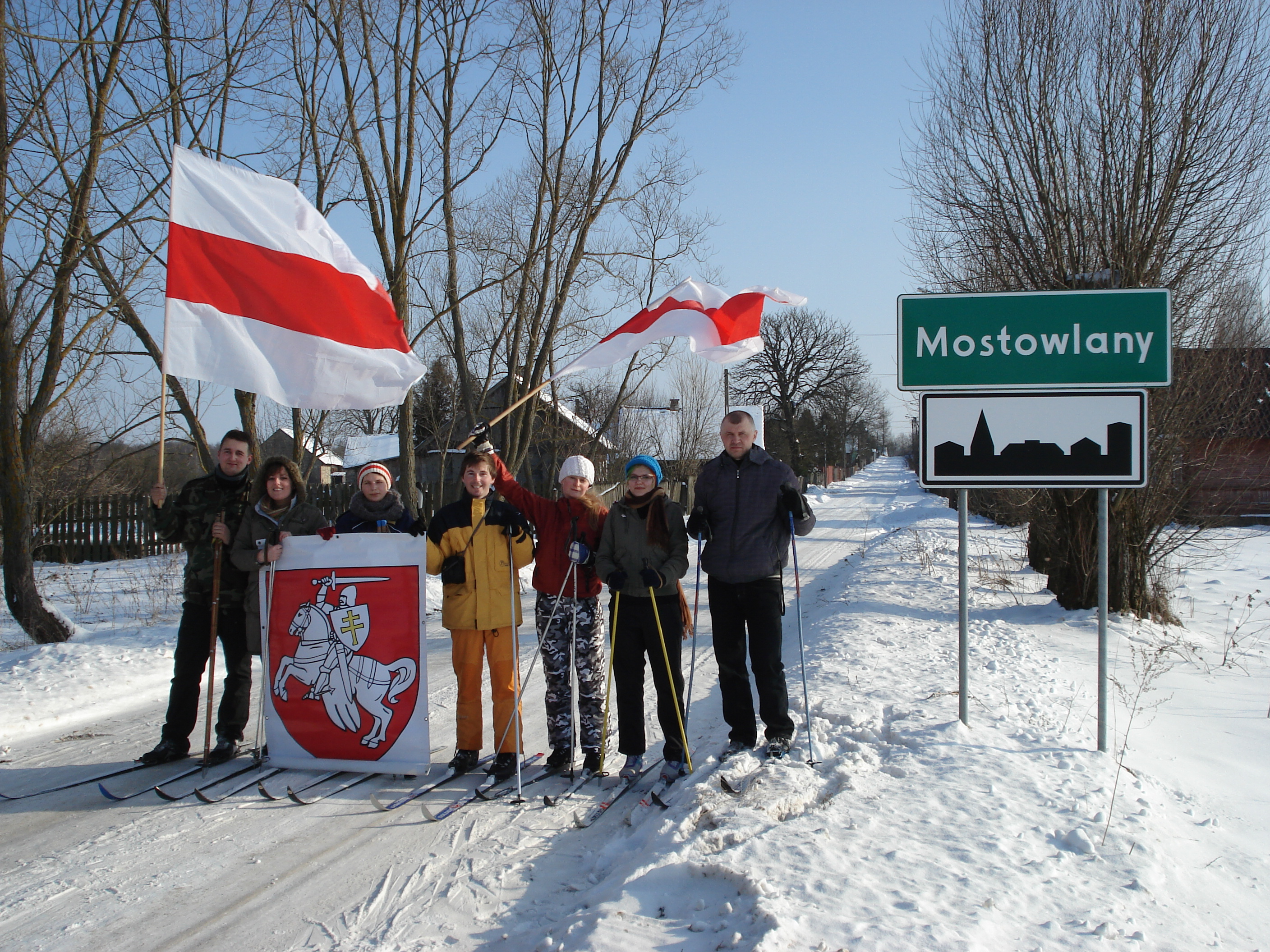
Bieg narciarski ku czci Konstantego Kalinowskiego, luty 2011 roku

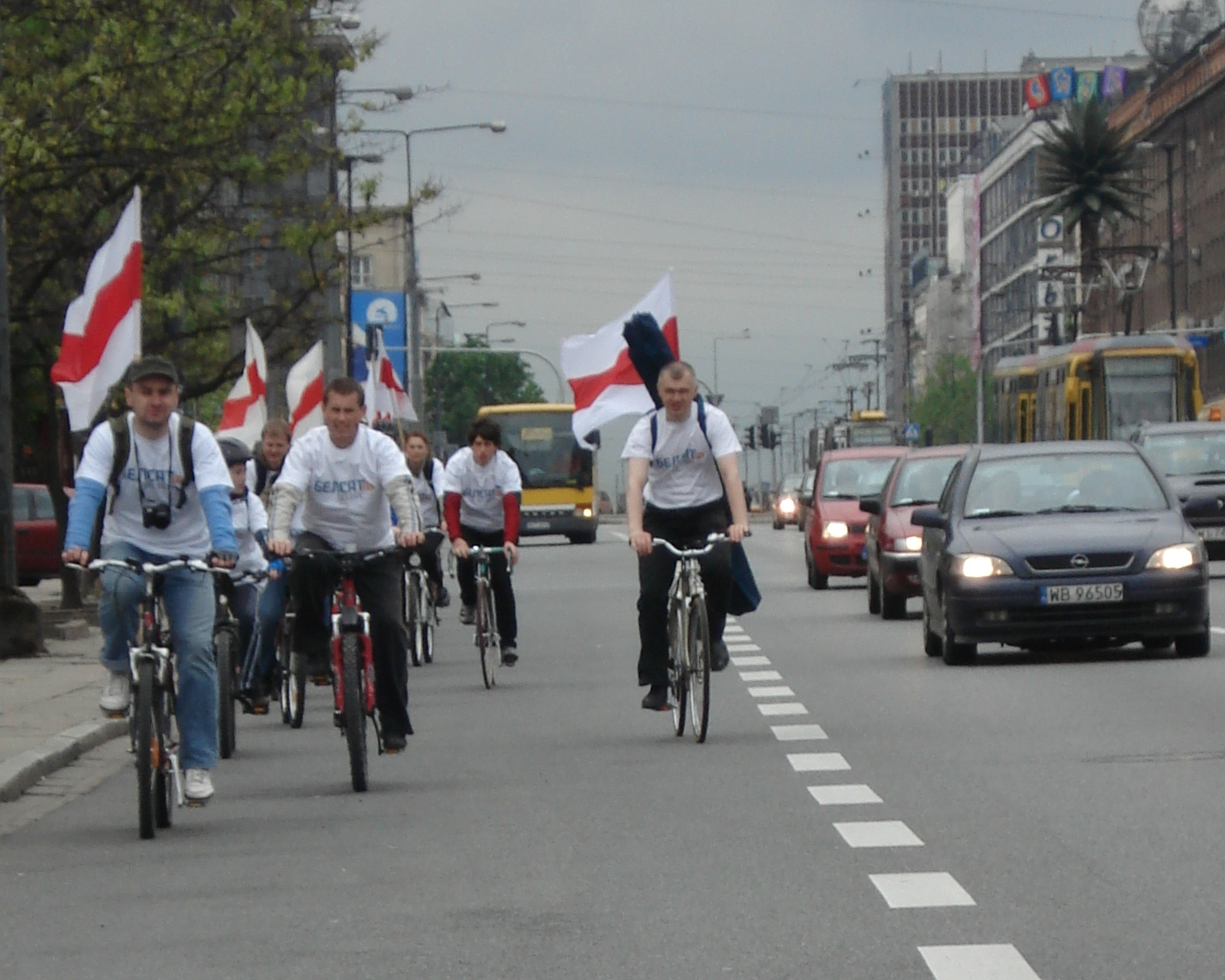
Rowerowy Rajd Pamięci w Warszawie, maj 2010 roku

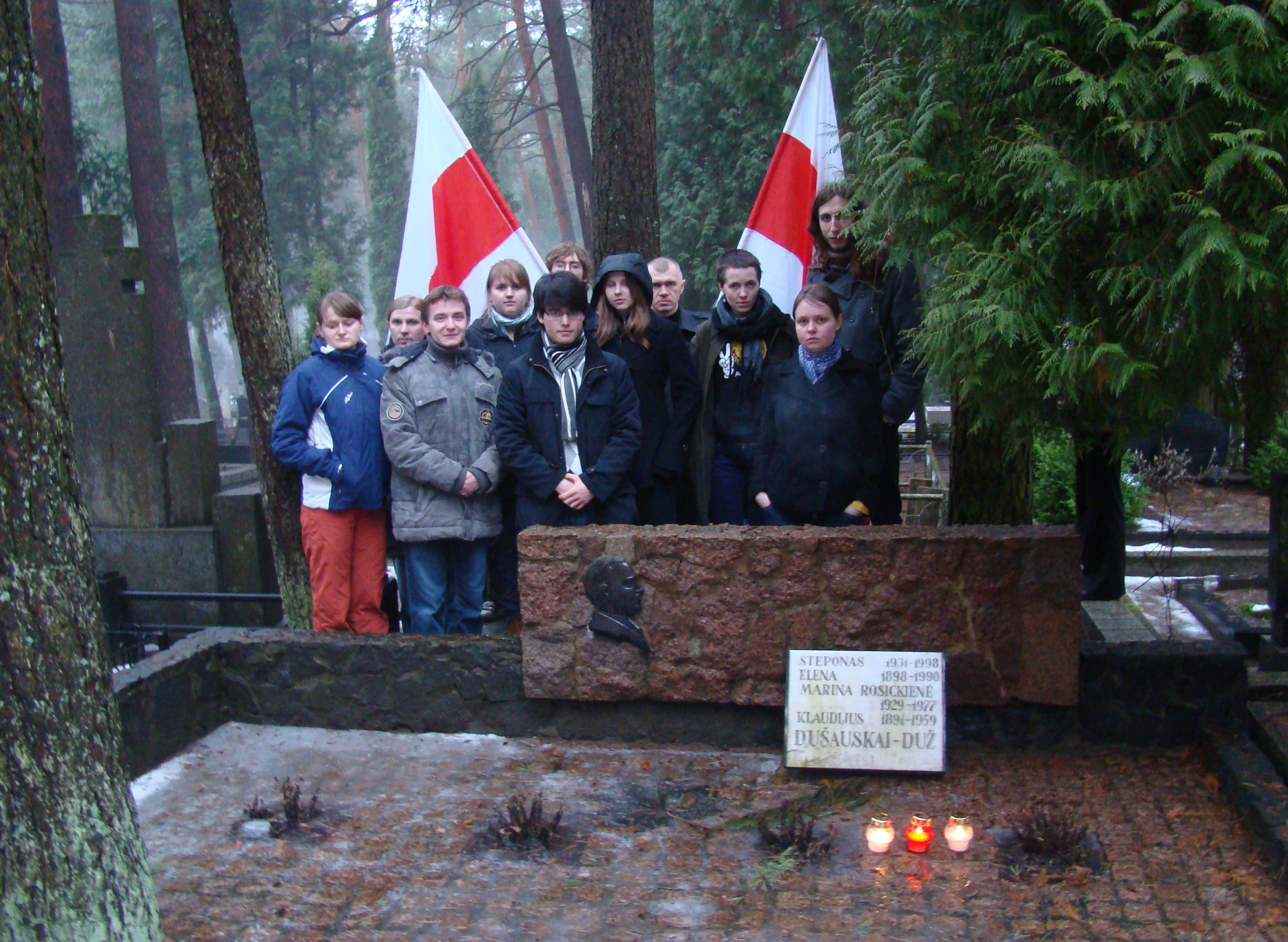
Członkowie i sympatycy Białoruskiej Pamięci Narodowej przy grobie Klaudiusza Duż-Duszewskiego w Kownie

Liderem organizacji jest Anatol Michnawiec. W jej skład wchodzą przede wszystkim białoruscy studenci uczący się w Polsce – stypendyści Programu Stypendialnego im. Kalinowskiego.

## Zakres działalności
Białoruska Pamięć Narodowa jest inicjatorem i organizatorem licznych przedsięwzięć i imprez o charakterze kulturalnym i politycznym. Ich deklarowanym celem jest umacnianie tożsamości narodowej Białorusinów poprzez badanie historii i oddawanie szacunku białoruskiej tradycji. Wśród podejmowanych przez organizację przedsięwzięć są:
- poszukiwanie mogił, pomników oraz miejsc życia i działalności osób związanych z Białorusią[1]; odwiedzanie grobów i oddawanie im czci poprzez porządkowanie, zapalanie zniczy, wspólną modlitwę i krótkie przemówienie, w czasie którego przedstawiana jest zgromadzonym historia pochowanej osoby, czasem historia odnalezienia grobu; tradycyjnym czasem takich wizyt jest Święto Dziadów 1 listopada; wśród wielu odwiedzonych miejsc były groby: Michaiła Budźki (pradziada Pawła Siewiaryńca) na cmentarzu prawosławnym w Warszawie, Jana Żamojcina, Marii Jamont na Cmentarzu Powązkowskim w Warszawie[3][4][5], Józefa Najdziuka w Inowrocławiu[6];
- coroczny uroczysty marsz ulicami Warszawy z okazji rocznicy bitwy pod Orszą 8 września 1514 roku (tzw. Dzień Białoruskiej Chwały Wojskowej); trasa przemarszu prowadzi z centrum miasta przez Most Poniatowskiego do tablicy upamiętniającej gen. Stanisława Bułak Bałachowicza na Saskiej Kępie; pochód organizowany jest corocznie od 2006 roku, a od 2007 roku organizowany jest przez BPN[7];
- rowerowe rajdy pamięci; jeden z nich, Rowerowy Rajd Pamięci Gen. Stanisława Bułak-Bałachowicza odbywa się na ulicach Warszawy, liczy około 14 km, a w jego trakcie uczestnicy zatrzymują się obok tablicy pamiątkowej generała na Saskiej Kępie oraz przy jego symbolicznym grobie na Cmentarzu Powązkowskim; dotychczas rajd miał miejsce trzykrotnie, m.in. 15 maja 2010 roku i w 2012 roku; uczestniczy w nim około 20 osób – Białorusinów i solidaryzujących się z nimi Polaków[1][8]; drugi cykliczny rajd, dla upamiętnienia gen. Józefa Bułak-Bałachowicza prowadzi z Hajnówki do Białowieży i z powrotem; odbył się dwukrotnie, w 2010 i w 23–24 czerwca 2012 roku[9];
- Dzień Pamięci Wincentego Konstantego Kalinowskiego, organizowany corocznie (m.in. w 2011 roku) około 22 marca w Wilnie; odbywa się wówczas marsz z placu Łukiskiego, gdzie Kalinowski został powieszony, na Górę Giedymina, gdzie prawdopodobnie został pochowany[10];
- gra w airsoft w pobliżu Warszawy dla upamiętnienia białoruskiego partyzanta Jakuba Chareuskiego-Nowika (9 kwietnia 2011)[11];
- manifestacje, wystąpienia, publiczne prezentacje w Warszawie dla upamiętnienia i wyrażenia szacunku dla postaci białoruskiej historii, m.in. Rascisłaua Łapickiego[12], Janki Filistowicza[13] i innych.

Głównym miejscem działalności BPN jest Polska, podejmuje jednak działania także w innych krajach Europy.

## Historia
Białoruska Pamięć Narodowa powstała z inicjatywy stypendystów Programu im. Kalinowskiego. Jej utworzenie zostało ogłoszone 10 maja 2007 roku podczas spotkania grupy około 10 Białorusinów przy tablicy upamiętniającej gen. Stanisława Bułak-Bałachowicza w Warszawie. Już dziesięć dni później organizacja przeprowadziła trzecią swoją akcję i pierwszą poza Warszawą. Organizowane przez nią wydarzenia, takie jak odwiedzanie cmentarzy, zbierały do 25 uczestników. W 2012 roku jej lider zapowiedział przeniesienie działalności na Białoruś w związku ze stopniowym powrotem jej członków do ojczyzny po zakończeniu studiów.

## Dorobek i osiągnięcia
Białoruska Pamięć Narodowa opracowuje internetową mapę miejsc związanych z Białorusinami na emigracji. Obejmuje ona całą Europę. Umieszczane są na niej położenia mogił, pomników i inne rezultaty poszukiwań o tej tematyce. Wśród odnalezionych przez aktywistów organizacji miejsc pamięci są m.in. grób polityka Białoruskiej Republiki Ludowej Mikoły Abramczyka we Francji oraz pomnik powstańców słuckich, wzniesiony w 1948 roku w Bawarii.